# Wojownicze Żółwie Ninja (film 1990)

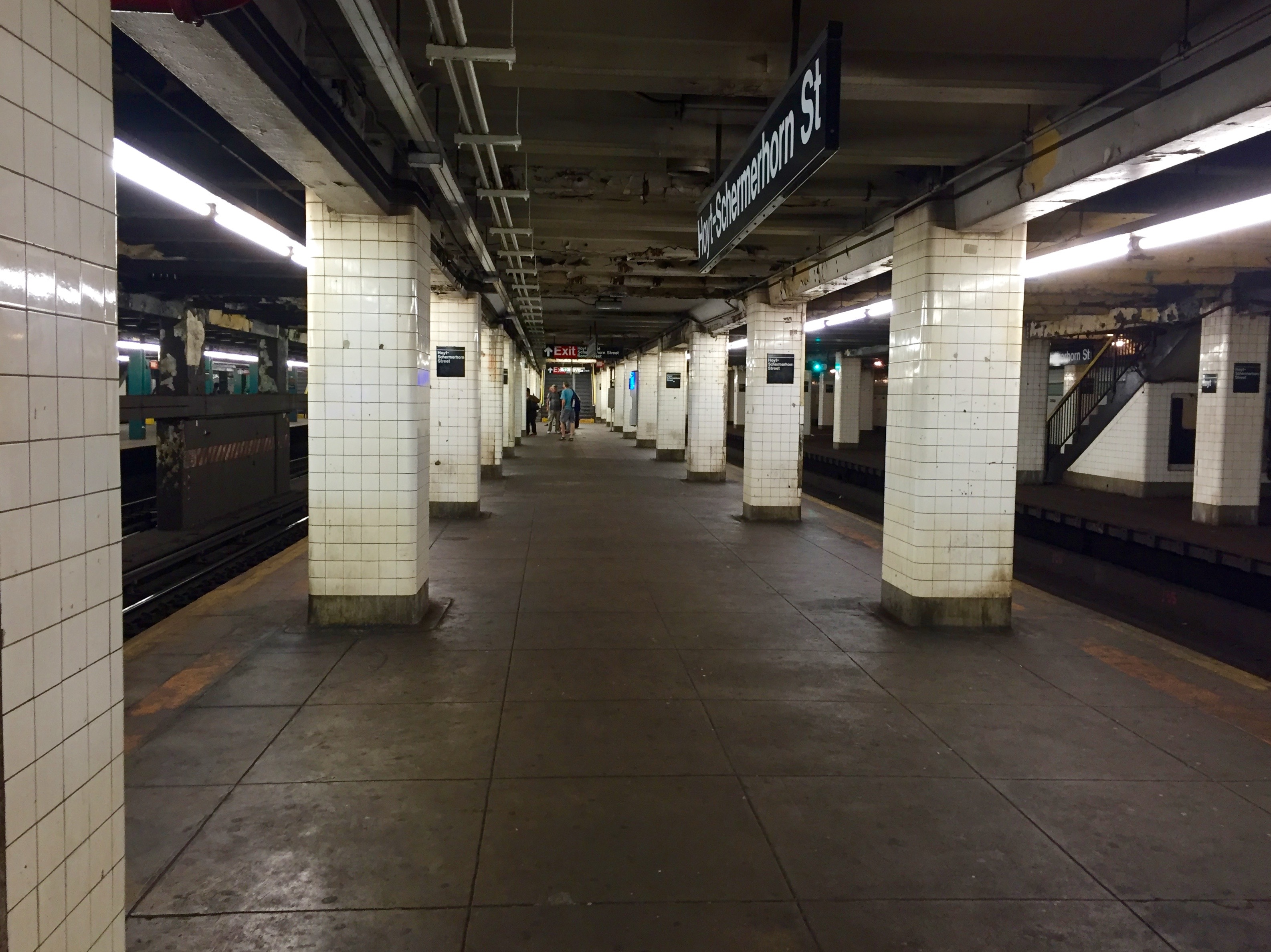
Stacja metra, na której kręcono zdjęcia do filmu

Wojownicze Żółwie Ninja (ang. Teenage Mutant Ninja Turtles) – amerykańsko-hongkoński przygodowy film akcji z 1990 roku, zrealizowany na podstawie serii komiksów o Wojowniczych Żółwiach Ninja.

## Fabuła
Akcja toczy się w mieście opanowanym przez bandytów, którym przewodzi Shredder. Przeciwko przestępcom występuje czwórka żółwi i jeden szczur. Zwierzęta te, po kontakcie z tajemniczą substancją Ooze, osiągają rozmiary i intelekt ludzi. Dzięki szczurowi Splinterowi, który niegdyś był zwierzęciem mistrza kung-fu, żółwie uczą się wschodnich sztuk walki...

## Obsada
- Judith Hoag – April O’Neal
- Elias Koteas – Casey Jones
- Josh Pais – 
  - Rafaello,
  - pasażer taksówki
- Michelan Sisti – 
  - Michaelangelo,
  - dostawca pizzy
- Robbie Rist – Michaelangelo (głos)
- David Forman – 
  - Leonardo,
  - członek gangu
- Brian Tochi – Leonardo (głos)
- Leif Tilden – 
  - Donatello,
  - jeden z wojowników Stopy
- Ernie Reyes Jr. – Donatello
- Corey Feldman – Donatello (głos)
- Kevin Clash – Splinter
- James Saito – Shredder / Oroku Saki
- David McCharen – Shredder / Oroku Saki (głos)
- Michael Turney – Danny Pennington
- Jay Patterson – Charles Pennington
- Toshishirō Obata – Tatsu
- Michael McConnohie – Tatsu (głos)
- Raymond Serra – kom. Sterns
- Kitty Fitzgibbon – June
- Sam Rockwell – główny członek gangu
- Tae Pak – rozmowny członek gangu